# Snäckgärdsbaden

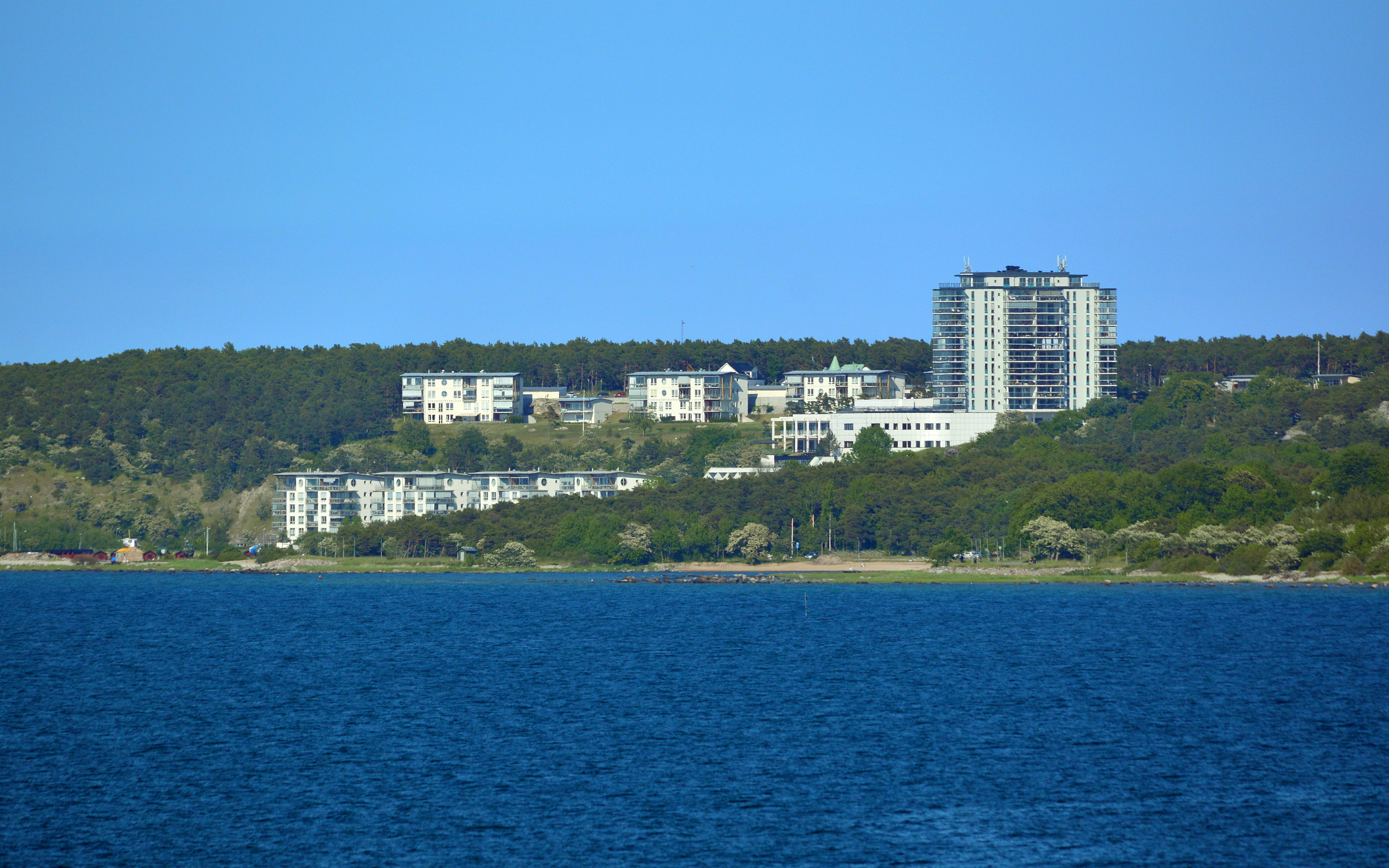
Snäckgärdsbaden från havet.

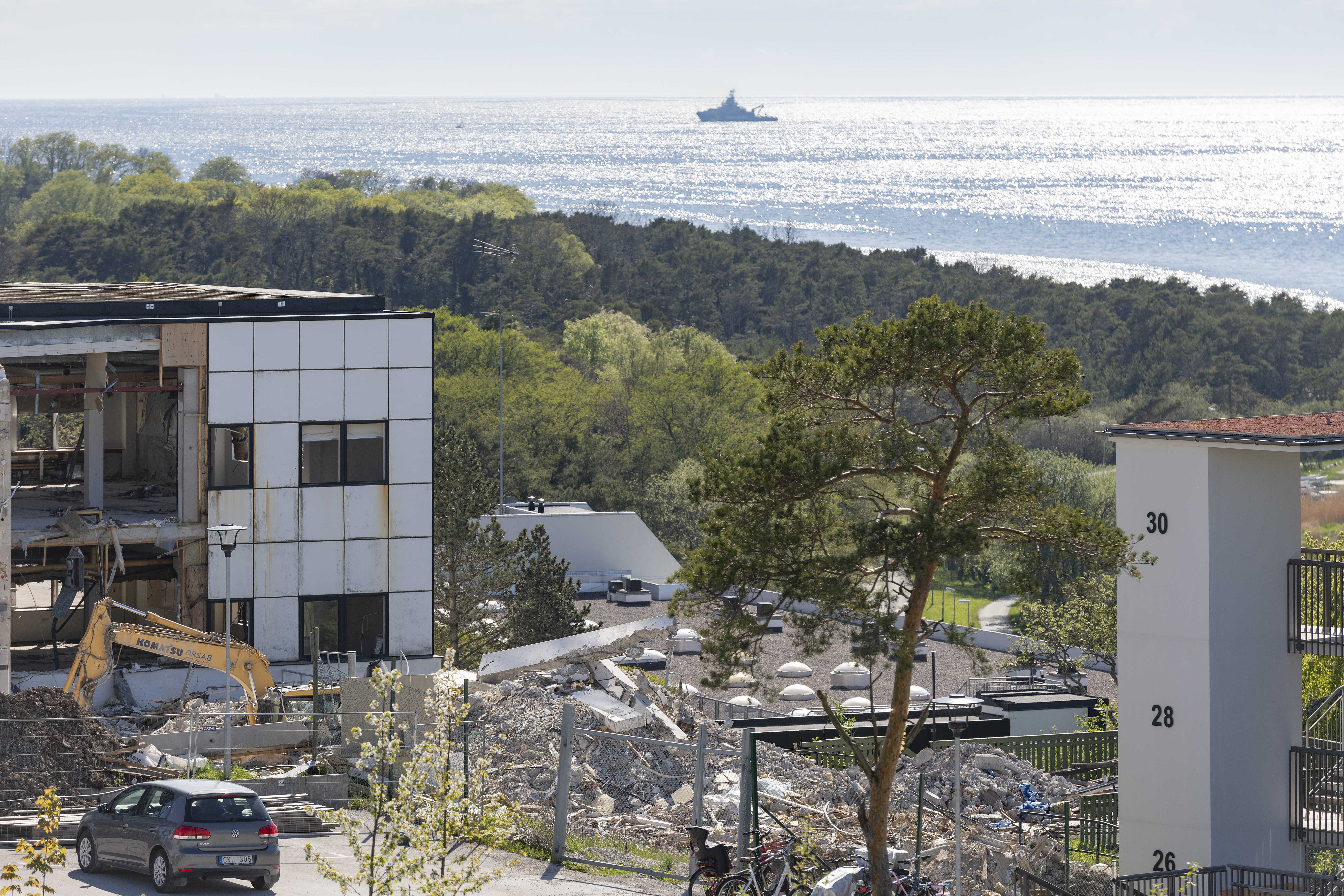
Pågående rivning 2021.

Snäckgärdsbaden är en bad- och semesteranläggning några kilometer norr om Visby på Gotland i Sverige, där det idag även finns bostadsrättslägenheter.
Badplatsen etablerades kring 1910 då ett kallbadhus uppfördes vid den långgrunda sandstranden. Några år innan hade ett dotterbolag till Rederi AB Gotland bildats, med konsul Carl Emil Ekman i spetsen, som ämnade att exploatera platsen för att attrahera turister. Året därpå 1911 invigdes en restaurang uppe på platån, ovanför stranden. Efter första världskriget byggdes anläggningen ut och moderniserades. Det nya modernistiska hotellet stod klart 1930, med cocktailbar och inrett med textilier från Gotlands hemslöjd. På den upprustade stranden stod nybyggda strandhytter. Till säsongen 1933 hade man byggt ut med ytterligare ett annex med 30 rum, vilket resulterade i att hotellet hade 170 bäddar och 105 rum.
| Naturlandskap vid Snäckgärdsbaden. Mellan den mäktiga rasbranten och havet breder ett hedlandskap ut sig. |  | Naturlandskap vid Snäckgärdsbaden. Mellan den mäktiga rasbranten och havet breder ett hedlandskap ut sig. |
| Naturlandskap vid Snäckgärdsbaden. Mellan den mäktiga rasbranten och havet breder ett hedlandskap ut sig. |  | |

Under andra världskriget höll verksamheten stängt. Efter krigsslutet restaurerades anläggningen och en varmvattenpool byggdes. Nyinvigningen skedde 1946 och bland annat närvarade prins Gustav Adolf. Året därpå arrangerades den så kallade Rosenbalen för första gången. Framåt 1960-talet började gästerna svika då anläggningen blivit sliten och omodern. 1964 sålde Gotlandsbolaget alltihop till Visby stad för 1 360 000 kronor. Att upprätthålla en någorlunda standard på anläggningen blev dyrt för staden och mot slutet av 1960-talet såldes Snäckgärdsbaden med tomträtt till bröderna Urban och Leif Paulsson,och deras bolag Lundia som bedrev hotellrörelse i Skåne. 1970 presenterade bröderna, tillsammans med arkitekten Christer Bergenudd ett förslag på att riva badet och istället bygga ett terrasserat betonghus i två rader med cirka 400 lägenheter.
I slutet av augusti 1980 stängdes det gamla badet för gott, och rivningen påbörjades kort därefter. Det nya terrasshuset hade projekterats av arkitekten Sten Samuelson. Lördagen den 27 juni 1981 invigdes det nya hotellet med 500 inbjudna gäster. Under resten av sommaren underhöll sedan bland andra Magnus Härenstam, Lasse Åberg och Svante Thuresson. Det anordnades shower vid poolkanten, sim-, tennis- och vindsurfingskolor, dans, morgongympa och Rosenbal. Men bolaget var konkursmässigt. Försäljningen av lägenheter hade gått dåligt och bygget hade blivit mycket dyrare än beräknat. I stället för beräknade 65 miljoner hade det kostat 110 miljoner kronor. I början av oktober 1981 försattes bolaget i konkurs vilket även ledde till en kommunal skandal. Så sent som i juli 1981 hade kommunen nämligen gått i borgen för bolaget med 20 miljoner kronor vilket lades till ett tidigare åtagande på 15 miljoner kronor, detta trots att Handelsbanken redan på våren meddelat att de saknade förtroende för bolaget.
Borgensåtagandet ledde till att kommunen fick 284 andelar i lägenhetskomplexet som de hade mycket svårt att sälja. 1995 försökte kommunen överlåta andelarna till den bostadsrättsförening som andelsägarna bildat. Föreningen tackade dock nej. 1998 köpte Pigge Werkelins bolag Korken AB andelarna värderade till 4,9 miljoner kronor, för 1 krona, samtidigt som kommunen gav 4,5 miljoner kronor till bolaget för att täcka årsavgifterna den första tiden.
Anläggningen drevs under större delen av 1900-talet som en semesteranläggning med hotell- och konferensdelar. I mitten av 1990-talet initierade Håkan Ohlsson vid Wisab ett projekt för att bygga bostäder på de tomter som aldrig blivit bebyggda. efter en utdragen process kring detaljplanen som först vann laga kraft i maj 2002. Wisab fick option på marken vid Snäck och byggde under de kommande åren åtta större hus med totalt 100 bostadsrättslägenheter som har lånat anläggningens namn, plus ett antal villor.
Under 2021 revs delar av de byggnader som uppfördes i början av 1980-talet för att ge plats för fler bostäder.
På platsen har försvaret också haft ett värn. Själva hotellet heter numera bara Snäck.